# Aiko Gommers
Aiko Gommers (* 18. März 2004) ist eine belgische BMX-Rennfahrerin. 2021 war sie Weltmeisterin in der Disziplin Pumptrack.

## Sportlicher Werdegang
Gommers stammt aus Scherpenheuvel, sie begann 2009 zusammen mit ihrer Zwillingsschwester Robyn mit dem BMX-Fahren und gewann in der Jugend dreimal die belgischen Meisterschaften ihrer Altersklasse. 2021 war sie belgische Junioren-Meisterin und kam bei den BMX-Rennsport-Weltmeisterschaften ins Finale, wo sie Achte wurde. Im Oktober des Jahres wurde sie, im Alter von 17 Jahren, Pumptrack-Weltmeisterin bei den Wettkämpfen in Lissabon, die in der offenen Altersklasse ausgetragen wurden.
2022, noch immer bei den Junioren, gewann Gommers zwei Runden im Europacup, stand erneut im Finale der Weltmeisterschaften und holte zwei Medaillen bei den Europameisterschaften. Am BMX-Weltcup nahm sie in der U23-Kategorie teil und wurde Zweite der Gesamtwertung.
2023 fuhr Gommers auch etatmäßig in der U23, holte wiederum mehrere Europacup-Siege und Weltcup-Podiums. In den BMX-Rennsport-Weltmeisterschaften 2023 verdarb ihr ein Sturz im Finale eine bessere Platzierung. 2024 gewann sie die belgischen Meisterschaften in der Elite. Der belgische Verband nominierte sie für das olympische BMX-Rennen 2024, als Ersatz für die verletzte Elke Vanhoof. Dort schied sie im Hoffnungslauf aus und belegte im Endklassement den 17. Rang.

## Erfolge
2021
 Belgische Meisterin (Junioren)
 Europameisterschaften – Mannschaftszeitfahren
 Weltmeisterin – Pumptrack
2022
 Belgische Meisterin (Junioren)
 Europameisterschaften – Mannschaftszeitfahren
 Europameisterschaften (Junioren)
zwei Europacup-Siege (Junioren)
2023
 Belgische Meisterin (U23)
drei Europacup-Siege (U23)
2024
 Belgische Meisterin
ein Europacup-Sieg (U23)